# James Mata Dwane
James Mata Dwane, född 1848, död 1916, var en sydafrikansk kyrkoledare.
Dwane var född och uppväxt i östra delen av dåvarande Kapkolonin där han studerade, och senare också undervisade, vid Healdtown Methodist Missionary Institution. En av hans studiekamrater där var den blivande kyrkoledaren Nehemiah Tile. 
Han engagerade sig i utbildning av landets svarta befolkning, startade en byskola i sina hemtrakter och åkte till Storbritannien för att samla in pengar till byggandet av en skola för handel och hantverk. Dwane lyckades samla in en stor summa pengar men vid hemkomsten vägrade kyrkoledningen att låta honom använda dessa för det avsedda ändamålet. Besviken på detta, och andra missförhållanden, lämnade han Wesleyan Methodist Church 1895 och började jobba som redaktör på tidningen Imvo Zabantsundu i King William’s Town.
1892 bildade den tidigare metodistpastorn Mangena Maake Mokone en ny kyrka, Ethiopian Church (EC). Dwane kom snart att ansluta sig till denna och fick, vid en kyrkokonferens i Pretoria, i uppdrag att, tillsammans med Mokone och J G Xaba, åka till USA för att förhandla om en anslutning av den "etiopiska" kyrkan till African Methodist Episcopal Church (AMEC). Dwane var dock ensam om att lyckas få sin resa sponsrad, så han fick åka på egen hand men anlände först den 10 juni 1896, samma dag som AMEC:s konferens i Atlanta, Georgia avslutades. Mötet hade då redan beslutat godkänna EC:s förfrågan om anslutning. Dwane fick någon vecka senare audiens hos en biskop Fletcher som avskiljde honom till superintendent för den sydafrikanska kyrkoprovinsen. 
Dwane reste hem med detta besked (som mottogs med blandade känslor), fick myndigheterna i Transvaal att registrera trossamfundet AMEC och jobbade sedan outtröttligt för att etablera kyrkan och bilda församlingar runt om i landet. 
1898 besökte en amerikansk biskop, H.M. Turner, Sydafrika. AMEC hade då redan över 10 000 medlemmar i landet. Under sitt besök i landet prästvigde Turner 65 män och avskiljde Dwane till biträdande biskop. Året därpå reste Dwane åter till USA för att stärka relationerna med AMEC och för att följa upp tidigare löften om finansiellt stöd till olika utvecklingsprojekt i södra Afrika. Dwane återvände i mars 1899 tomhänt och besviken och kallade till två i möten (i Bloemfontein respektive Middledrift) där han rapporterade att han blivit behandlad avvisande och styvmoderligt. Detta rönte stort missnöje inom delar av EC. Dwane och trettio andra pastorer sade upp sig och kallade i en hast ihop ett möte i Queenstown där man beslutade att lämna AMEC och att utse en kommitté med uppgift att överlägga med den anglikanska kyrkan. Förhandlingar genomfördes på initiativ av Dwane och den 24 augusti 1900 kunde man skriva under en överenskommelse i Grahamstown i vilken Order of Ethiopia erkändes som en del av den anglikanska kyrkan i Sydafrika. Dwane fungerade som ordens ledare från bildandet och fram till sin död.